# Čakram

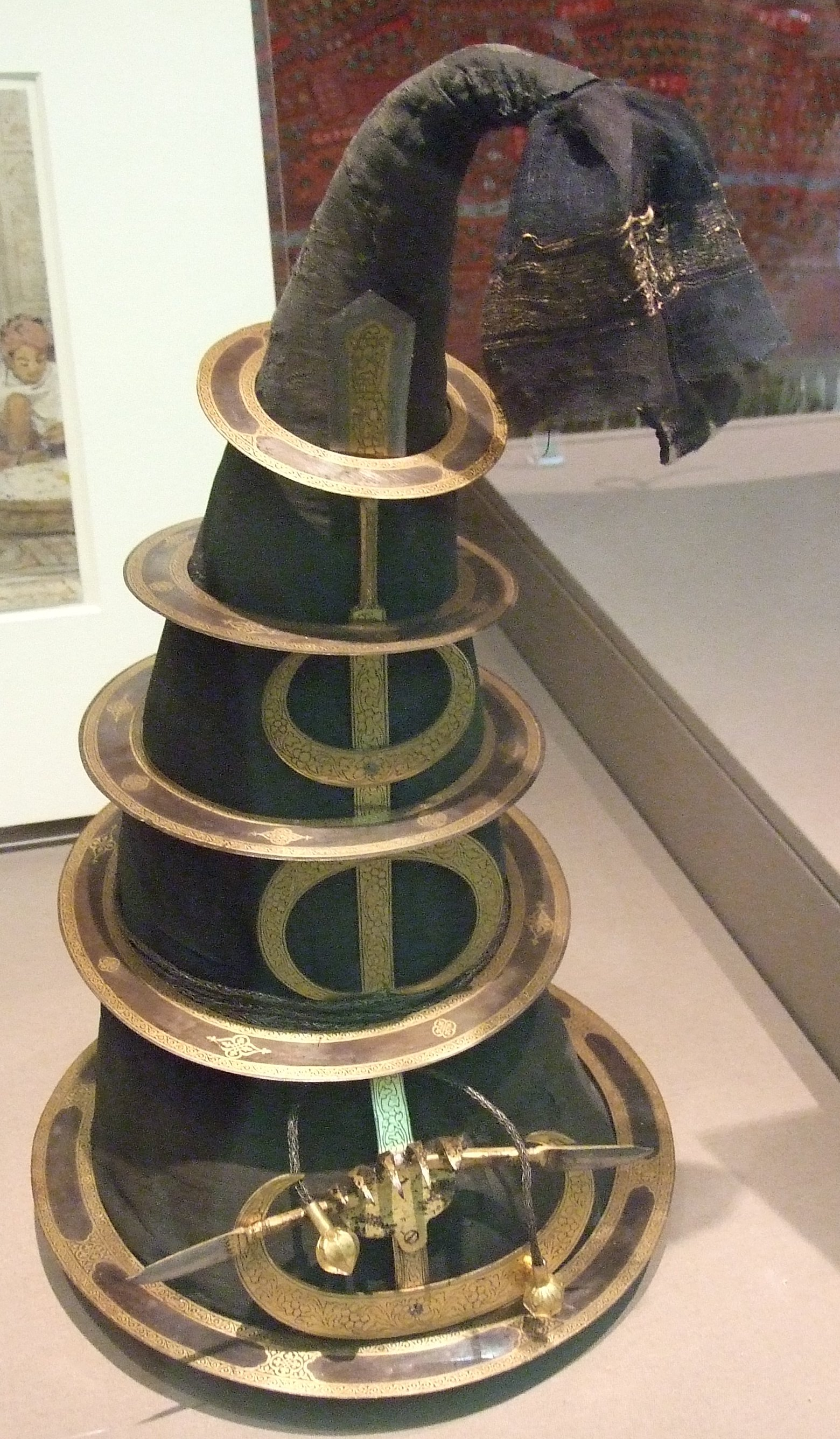
Čakramy navlečené na turbanu

Čakram (také čakkar nebo čalikar) je vrhací zbraň pocházející z Indie. Zmínky o jeho používání se objevují už v eposu Mahábhárata pocházejícím z doby před naším letopočtem. V hinduistickém umění je čakram atributem boha Višnua. V novější době proslulo jeho používáním sikhské vojenské bratrstvo Nihang, které tvořilo elitní jednotky Sikhské říše. Zbraň má podobu plochého prstence z oceli nebo mosazi s ostrou vnější hranou. Průměr čakramů činí okolo deseti až třiceti centimetrů. Válečníci je nosili na turbanu, jehož kónický tvar umožňoval navléci na sebe čakramy různé velikosti. Zkušený bojovník dokázal zasáhnout cíl na vzdálenost až sto metrů.
| „                                                         | Když se armáda přiblížila k nepříteli, každý roztočil svůj čakkar takhle na vztyčeném ukazováku — a vypustil. Celý mrak nabroušené oceli se snesl na nepřítele. Kde se čakkar dotkl živého, řezal. Do obličeje, do hrdla, do svalů. Často pak už nebylo s kým bojovat. Kdo nepadl, utekl. | “ |
| — Miroslav Zikmund, Jiří Hanzelka: Světadíl pod Himálajem | |   |

Čakram je spolu s kopím a zkříženými meči vyobrazen na vlajce jednostranně vyhlášeného sikhského státu Chálistánu. V seriálu Xena se objevuje jako jedna ze zbraní čakram nadaný nadpřirozenými vlastnostmi. 